# Zygodon bartramioides
Zygodon bartramioides là một loài rêu trong họ Orthotrichaceae. Loài này được Malta mô tả khoa học đầu tiên năm 1924.